# Казанов, Борис Михайлович
Бори́с Каза́нов, настоящее имя Бори́с Миха́йлович Лапи́цкий (26 декабря 1938, село Рясно Дрибинского района Могилевской области — 3 ноября 2016, Кацрин, Израиль) — русский писатель и моряк, автор романов и рассказов, посвященных мореплаванию и морским промыслам, сценариев документальных и художественных фильмов. Лауреат Национальной литературной премии «Золотое перо Руси-2006» в номинации «Проза».

## Биография
Родился в семье музыканта. В годы Великой Отечественной войны был в эвакуации на Урале, где мать отдала в возрасте 2.5 года в детский приют. В 1946 году вернулся на родину, жил с дедушкой и бабушкой.
Учился на филологическом факультете Могилевского педагогического института (1957-1962). В годы учёбы подрабатывал, публикуя статьи и рассказы в местной газете, работая спасателем на лодочной станции и инструктором по физкультуре в детских лагерях отдыха. Занимался боксом.
В 1964 году переехал в Минск. Работал специальным корреспондентом газеты «Літаратура і мастацтва», корреспондентом Белорусского радио (1964—1966), старшим редактором на Белорусском телевидении (1968—1971), написал более десятка сценариев документальных и художественных фильмов.
Вместе с журналистской деятельностью неоднократно плавал на зверобойных, рыболовных, водолазных и научных судах (в 1962—1964, 1966—1968, 1971 годах). Стал профессиональным моряком. Участвовал в географических экспедициях в Беринговом и Охотском морях, в подъёме затонувших судов в Арктике. С 1982 года плавал на судах Тихоокеанского управления промысловой разведки и научно-исследовательского флота.
Публиковался с 1962 года. Писал на русском языке. Член Союза писателей СССР с 1987 года.
В 1995 году покинул Минск и переселился в Кармиэль (Израиль). Жил в городе Кацрин.

## Оценка творчества
Писатель Василий Быков, анализирую сборник рассказов «Осень на Шантарских островах» писал Б. Казанову: «Рассказы великолепны, как великолепен Ваш талант, в котором есть немало от двух великих — Бабеля и Хэма, что, разумеется, делает Вам честь. У Вас очень точный и очень пластичный язык, великолепное чувство образа. Характеры Ваших героев вылеплены настолько выпукло, что можно только завидовать. И ещё что-то есть у Вас, — что-то неуловимое в ритмике или в философии, что всегда отличает настоящий талант».

## Премии
- Национальная литературная премия «Золотое перо Руси-2006». «Золотое перо» в номинации «проза» за рассказ «Москальво».
- Приз «Серебряный олень» на Международном кинофестивале в Венеции (1968) за документальный фильм «Охота со старой собакой» по сценарию Б. М. Казанова[2].

### Сочинения
- Прописан в тихом океане: Повесть. — Мн.: 1966.
- Антоновские яблоки: Повесть и рассказы. — Минск: Беларусь, 1968. — 79 с.
- Осень на Шантарских островах. — М.: Сов. писатель, 1972. — 256 с.
- Полынья. — М.: Сов. писатель, 1984. — 351 с.
- Роман о себе. — Тель-Авив: Библиотека Матвея Чёрного, 1998. — 384 с.
- Шантарские острова. — М.: Фонд Русской Словесности, 2007. — 276 с. — ISBN 5-8027-0056-4.
- Полынья: Роман и рассказы / Вступит. ст. А. Лобычева. — Владивосток: Рубеж, 2012. — 608 с. ISBN 978-5-85538-071-2.
- Последняя шхуна: Роман и рассказы / Вступит. ст. А. Лобычева. — Владивосток: Рубеж, 2012. — 592 с. ISBN 978-5-85538-072-9.

### Сценарии художественных и документальных фильмов
- «Охота со старой собакой» (документальный). Фильм получил приз «Серебряный олень» на Международном кинофестивале в Венеции (1968).
- «Притяжение воды» (документальный).
- «Призывник» (художественный) — Беларусьфильм, 1987.
- «Полынья» (художественный) — Беларусьфильм, 1990, по одноимённому роману.